# 川瀬六郎左衛門
川瀬 六郎左衛門（かわせ ろくろうざえもん、天正2年（1574年） – 没年不詳）は、安土桃山時代の武士。紀伊日高郡志賀村の土豪。

## 来歴

### 幼少期
天正2年（1574年）川瀬七郎次郎の子として、紀伊日高郡志賀村に生まれる。父・川瀬七郎次郎は、はじめ紀伊南部の湯川氏の家臣であったが、天正3年（1575年）父・七郎次郎は、湯川中之島の土豪・湊惣左衛門を攻撃するも敗れて鈴木孫一を頼り海部郡雑賀に逃亡した。雑賀で鉄砲術を習得し、寄騎となって鉄砲衆を従えるが天正4年（1576年）石山合戦で討死した。父討死の時、六郎左衛門は年歯幼少であったため、伯父・小畑六郎右衛門のもとで撫育された。

### 大坂夏の陣以降
慶長20年（1615年）4月、大坂夏の陣に際して湊惣左衛門は、紀伊国和歌山藩（紀州藩）浅野長晟の攻略（紀州一揆）を企図し、六郎左衛門にも加勢することを促すが、遺恨から拒絶。かえって浅野長晟に密告した。戦後は特に用いられることもなく帰農し、日高郡小杭に隠居した。

## 子孫
子孫は浅野家の安芸転封にも帯同されることなく代々「六郎左衛門」の名を襲名して日高郡志賀村の庄屋となり幕末に至る。
明治時代の当主・川瀬六郎左衛門の娘、幹枝（みきえ）は、日本福音ルーテル教会における日本人最初の牧師・山内量平に嫁いだが、明治43年（1910年）7月2日、幹枝の母・川瀬始代の死亡により、妻の実家が無嗣断絶するのを憂いた山内量平のはからいにより、量平の弟子にあたる入江徳太郎を始代（もとよ）の選定家督相続人として名跡養子にして川瀬姓を継がせた。

## 補註
1. ↑  川瀬六郎左衛門の父・川瀬七郎次郎と覇を争った湊惣左衛門はこの湊惣左衛門の先代。
2. ↑  “川瀬六郎左衛門”.   大坂の陣絵巻 (2003年2月24日). 2014年6月16日閲覧。
3. ↑  『日本キリスト教歴史大事典』